# 第77ヘリコプター海洋打撃飛行隊 (アメリカ海軍)
第77ヘリコプター海洋打撃飛行隊（だい77ヘリコプターかいようだげきひこうたい、英語: Helicopter Maritime Strike Squadron 77、略称：HSM-77）は、アメリカ海軍太平洋艦隊ヘリコプター海洋打撃航空団隷下のヘリコプター部隊。愛称はセイバーホークス。1987年9月25日に第47軽ヘリコプター対潜飛行隊（英: Anti-Submarine Squadron Light 47、略称：HSL-47）として編成され、2009年4月2日に第77ヘリコプター海洋打撃飛行隊へ改編された。日本の神奈川県厚木海軍航空施設に所在し、空母「ロナルド・レーガン（USS Ronald Reagan, CVN-76）」艦載の第5空母航空団を構成する飛行隊になっている。哨戒ヘリコプターとしてMH-60Rを運用する。

## 配備基地の変遷
- ノースアイランド海軍航空基地（カリフォルニア州サンディエゴ）（1987年 - 2013年）
- 厚木海軍航空施設（日本神奈川県）（2013年 - ）

## 歴代運用機
- 哨戒ヘリコプター
  - SH-60B（1987年 - 2009年）
  - MH-60R（2009年 - ）

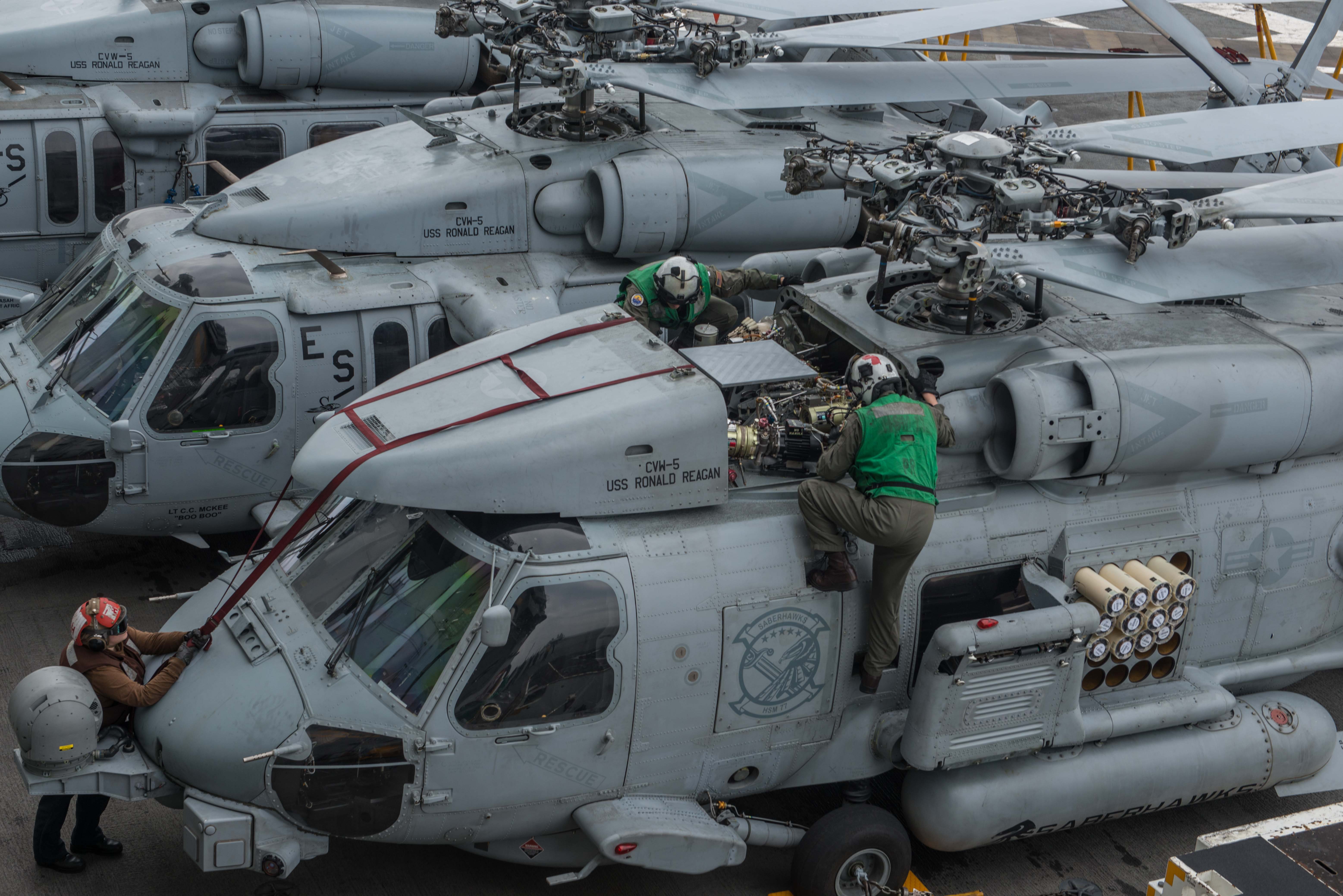
HSM-77で運用するMH-60R